# Кофермент F420
Кофермент F420  или 8-гидрокси-5-деазофлавин — это кофермент, участвующий в восстановительных реакциях у продуцентов метана, например, у Methanosarcina barkeri.
Это производное флавина. Данный кофермент является субстратом для гидрогеназы кофермента F420, редуктазы 5,10-метилентетрагидрометаноптерина и дегидрогеназы метилентетрагидрометаноптерина.
Особенно много F420 содержится  в микроорганизме Mycobacterium smegmatis, у которого несколько десятков ферментов используют F420 вместо более обычного и сходного с ним по строению ФМН, используемый большинством живых организмов.

## Внешние ссылки
- KEGG entry for F420